# Promachus absterrens
Promachus absterrens là một loài ruồi trong họ Asilidae. Promachus absterrens được Oldroyd miêu tả năm 1960. Loài này phân bố ở vùng nhiệt đới châu Phi.